# Museo de la Evolución Humana

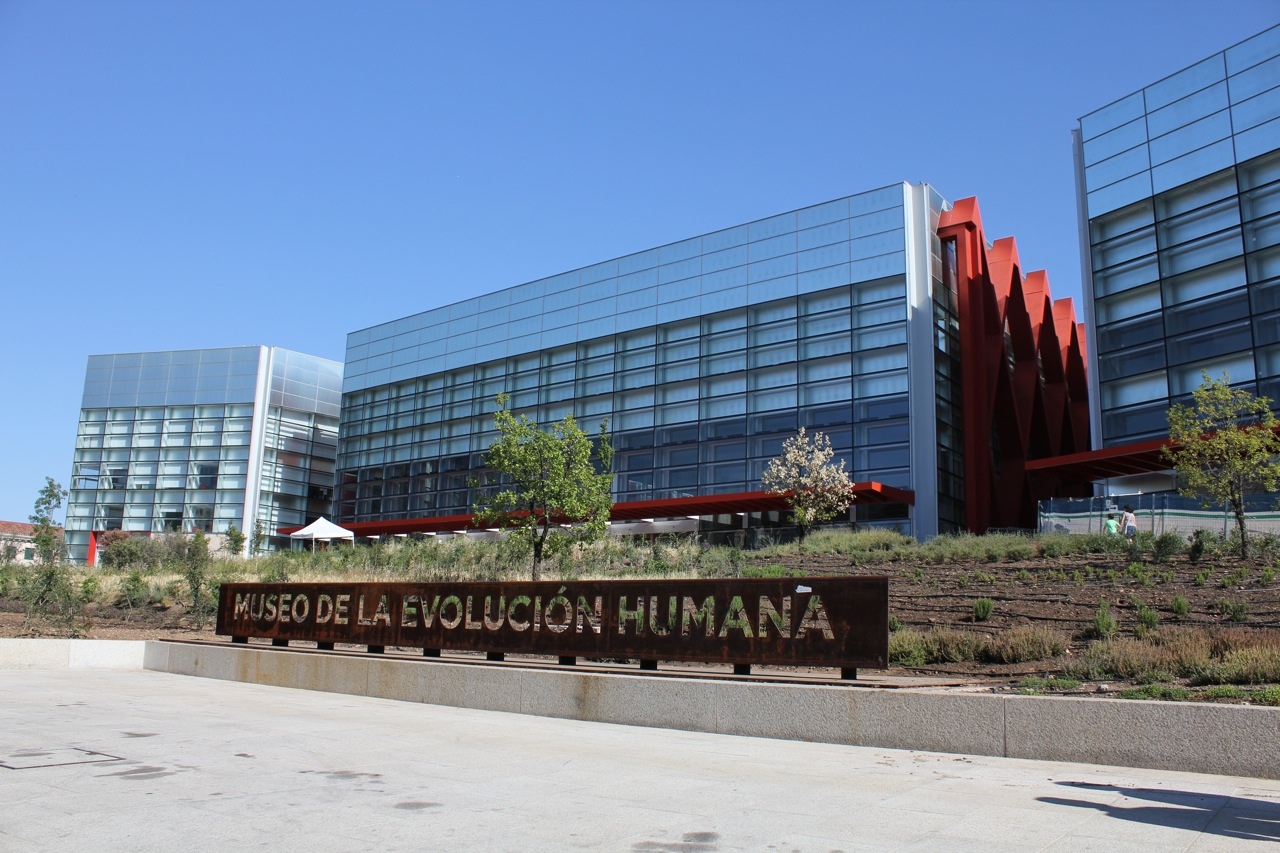
Museo de la Evolución Humana

Het Museo de la Evolución Humana (Museum van de evolutie van de mens) of MEH is een museum in het Spaanse Burgos. Het museum werd geopend op 13 juli 2010 en is gewijd aan de prehistorische mens. Er zijn vondsten te zijn van de archeologische site Atapuerca, die zestien kilometer verderop ligt. Het museumgebouw werd ontworpen door Juan Navarro Baldeweg.